# Cusuiuș
Cusuiuș – wieś w Rumunii, w okręgu Bihor, w gminie Lazuri de Beiuș. W 2011 roku liczyła 379 mieszkańców.